# 南から来た用心棒
『南から来た用心棒』（みなみからきたようじんぼう、原題：Arizona Colt）は、1966年公開のマカロニ・ウェスタン。

## 概要
エルネスト・ガスタルディとルチアーノ・マルティーノが執筆した原作をミケーレ・ルーポが映画化した作品。主演はジュリアーノ・ジェンマ、メインキャストにはコリンヌ・マルシャン、フェルナンド・サンチョが起用された。撮影はスペイン・アルメリアなどで行われた。1970年には続編の『Arizona Colt Returns』が公開されている。

## あらすじ
賞金首のゴルドン一味はアリゾナ州の刑務所を襲撃し、看守を皆殺しにして囚人たちを連れ去る。そんな中、収監されていた賞金稼ぎの男は、刑務所に取り残されたゴルドン一味のウィスキーを連れて、ゴルドンの後を追う。付近の山に辿り着いたゴルドンは囚人たちを仲間に引き入れ、ウィスキーを連れてきた男も仲間に誘う。「アリゾナ・コルト」と名乗った男は返答を保留し、ウィスキーを置いて立ち去る。ゴルドンはグレイストーン・ヒルの銀行を襲撃する計画を立て、部下のクレイに偵察を命じるが、付近の谷にアリゾナがいることを知り、彼を殺してくるように命令する。クレイは仲間を連れてアリゾナを襲うが返り討ちに遭い、仲間を殺された挙句に衣服を奪われてしまう。逃げ戻ったクレイから話を聞いたゴルドンは激怒し、部下を引き連れて谷に向かうが、そこにはアリゾナの姿はなく、代わりに部下の死体を使った「NO」という返事が残されていた。ゴルドンはアリゾナを敵と認識し、予定通りクレイを偵察に向かわせる。
クレイはグレイストーン・ヒル行きの馬車に乗り込むが、そこでアリゾナと鉢合わせになり、口止めするために彼を酒場に誘う。アリゾナは酒場で出会ったジェーンに好意を持ち、一方のクレイは彼女の妹ドロレスと一夜を共にする。しかし、ゴルドン一味であることがバレたため、クレイはドロレスを殺害してグレイストーン・ヒルを立ち去る。グレイストーン・ヒルの人々はドロレスの死を悲しみ、ジェーンと父親のペドロは復讐を誓う。クレイから話を聞いたゴルドンは、部下を引き連れてグレイストーン・ヒル銀行を襲撃して大金を奪い、銃撃戦を挑んできた保安官を射殺して逃亡する。その際、ペドロはクレイを見かけ復讐しようとするが、クレイに撃たれて負傷する。一部始終を見届けたアリゾナは、「500ドルとジェーンとの一夜を報酬にクレイを捕まえる」と持ちかける。ペドロはジェーンの身を案じて提案を拒むが、ジェーンは妹の復讐を果たすために提案を受け入れる。
大金を手にしたゴルドンは、さらに牛を売り払ってグレイストーン・ヒルに戻ってきたカウボーイたちから売上金を奪い、逃げ惑う彼らを皆殺しにする。その現場を目撃したアリゾナはゴルドンに近付こうとするが、クレイに見付かり捕まってしまう。アリゾナは「クレイを引き渡せば500ドル手に入る」と取引を持ちかけ、逆上したクレイは発砲するが、アリゾナが身をかわしたため、狙いが逸れてゴルドンを撃ってしまう。激怒したゴルドンは、アリゾナとクレイの二人で殺し合いをするように命令する。二人は拳銃を奪い合って揉み合いとなり、クレイが射殺される。それを見たゴルドンはアリゾナの両手足を撃ち重傷を負わせ、その場を立ち去る。しかし、ゴルドンの非道に付いていけなくなったウィスキーは、ゴルドンの金を持ち逃げし、アリゾナを助けてグレイストーン・ヒルに戻る。
アリゾナは報酬の500ドルを受け取り、ジェーンの手当てを受け快方に向かうが、ペドロや町の人々はジェーンを引き渡すことを拒否し、二人に立ち去るように伝える。ゴルドン一味であることがバレそうになっていたウィスキーは喜んで立ち去ろうとするが、アリゾナは付近の廃墟の教会に留まる。二人が立ち去った後、ゴルドン一味がグレイストーン・ヒルを襲撃し、金を持ち逃げしたウィスキーを差し出すように命令する。ゴルドンは町の人々がウィスキーを匿っていると考え、町を略奪し始める。ジェーンは教会に向かいアリゾナに助けを求めるが、彼は助力を拒み、さらに「町を助けたら金を山分けする」というウィスキーの提案も拒否したため、ジェーンとウィスキーはアリゾナを見放して町に向かう。
ゴルドンは捕まえた町の人々を見せしめに殺そうとするが、そこにウィスキーが現れて銃撃戦となる。ウィスキーは火を点けた酒瓶を爆弾代わりに闘うが、ゴルドンの銃撃で酒瓶が誤爆して重傷を負う。ゴルドンは止めを刺そうとするが、駆け付けたアリゾナに邪魔され、部下を全員殺されてしまう。ゴルドンは葬儀屋に逃げ込み、そこでアリゾナと一騎打ちになる。しかし、ゴルドンはアリゾナに追い詰められて許しを請い、アリゾナはゴルドンの両足を撃って彼を捕まえ、町の人々に引き渡す。ウィスキーは重傷を負ったものの手当てを受け助かり、アリゾナは「一緒に暮らしたい」というジェーンの求めを断り、グレイストーン・ヒルを後にする。

## キャスト
| 役名               | 俳優                       | 日本語吹替                     | 日本語吹替                        | 日本語吹替                         |
| 役名               | 俳優                       | NETテレビ版                    | 日本テレビ版                      | TBS版                              |
| ------------------ | -------------------------- | ------------------------------ | --------------------------------- | ---------------------------------- |
| アリゾナ・コルト   | ジュリアーノ・ジェンマ     | 野沢那智                       | 伊武雅之                          | 野沢那智                           |
| ジェーン           | コリンヌ・マルシャン       | 小原乃梨子                     | 岩倉高子                          | 平井道子                           |
| ゴルドン・ウォッチ | フェルナンド・サンチョ     | 金井大                         | 池田忠夫                          | 滝口順平                           |
| ウィスキー         | ロベルト・カマルディエル   | 雨森雅司                       |                                   | 神山卓三                           |
| クレイ             | ネロ・パッツァフィーニ     | 大塚周夫                       |                                   | 増岡弘                             |
| ペドロ             | アンドレア・ボシック       |                                |                                   | 村松康雄                           |
| 神父               | ピエトロ・トルディ         |                                |                                   | 今西正男                           |
| ドロレス           | ロザルバ・ネリ             |                                |                                   | 火野捷子                           |
| 保安官             | ミルコ・エリス             |                                |                                   |                                    |
| ジョン             | ジェラルド・ラーティガウ   |                                |                                   |                                    |
| 用心棒             | ホセ・マヌエル・マルティン |                                |                                   |                                    |
| 銀行家             | ギアニ・ソラーロ           |                                |                                   |                                    |
| 葬儀屋             | レナート・チアントーニ     |                                |                                   |                                    |
| ウィル             | トム・フェルギー           |                                |                                   |                                    |
| 不明 その他        |                            |                                |                                   | 石丸博也 水鳥鉄夫                  |
|                    |                            |                                |                                   |                                    |
| 演出               | 演出                       |                                |                                   | 藤野貞義                           |
| 翻訳               | 翻訳                       |                                |                                   | 榎あきら                           |
| 効果               |                            |                                |                                   |                                    |
| 調整               |                            |                                |                                   |                                    |
| 制作               | 制作                       |                                |                                   | オムニバスプロモーション           |
| 解説               | 解説                       | 淀川長治                       | 水野晴郎                          | 荻昌弘                             |
| 初回放送           | 初回放送                   | 1971年3月14日 『日曜洋画劇場』 | 1974年7月3日 『水曜ロードショー』 | 1975年10月6日 『月曜ロードショー』 |